# Pleurotrocha sigmoidea
Pleurotrocha sigmoidea is een raderdiertjessoort uit de familie Notommatidae. De wetenschappelijke naam van deze soort is voor het eerst geldig gepubliceerd in 1896 door Skorikov.